# Stevens Award
Der Stevens Award (benannt nach dem Softwareentwicklungspionier Wayne Stevens, 1944–1993) wird seit 1995 vom Reengineering Forum an Personen vergeben, die hervorragende Beiträge zu Literatur oder Methoden im Feld der Softwareentwicklung abgeliefert haben.

## Preisträger
- 1995: Tony Wasserman – Gründer und Vorsitzender von Interactive Development Environments (USA)
- 1996: David Harel – Professor am Weizmann-Institut und Entwickler des Softwaremodellierungswerkzeuges Statemate (Israel)
- 1997: Michael A. Jackson – Begründer des Jackson-Diagramms (England)
- 1998: Thomas J. McCabe – Experte im Bereich der Softwaremetrik und Entwickler der cyclomatic complexity metric (USA)
- 1999: Tom DeMarco – Vorstand von The Atlantic Systems Guild, Berater und Autorität auf dem Gebiet des Projektmanagements (USA)
- 2000: Gerald M. Weinberg – Berater und anerkannter Autor im Bereich der Softwarequalitätssicherung und des Projektmanagements (USA)
- 2001: Peter Chen – Begründer des Entity-Relationship-Modells (USA)
- 2002: Cordell Green – Gründer und Vorsitzender des Kestrel-Instituts (USA)
- 2003: Manny Lehman – Autorität auf dem Gebiet der Software-Evolution (England)
- 2004: François Bodart – wichtige Beiträge zum Gebiet der angewandten Softwareentwicklungsmethoden (Belgien)
- 2005: Mary Shaw – maßgeblich an der Etablierung der Lehre in den Bereichen Softwarearchitektur und Softwaretechnik beteiligt (USA)
- 2005: Jim Highsmith – Fürsprecher und Förderer agiler und anpassungsfähiger Methoden in der Softwareentwicklung und dem Projektmanagement
- 2006: Grady Booch – führende Figur bei fortschrittlichem Softwaredesign und der Vereinheitlichung von Entwicklungsmethoden und deren praktischer Implementation
- 2007: Nicholas Zvegintzov – prägende Rolle in Theorie und Praxis der Softwarewartung in der internationalen Software-Community
- 2008: Harry Sneed – führende Rolle und jahrelange Beschäftigung mit Theorie und Praxis Technologien der Software-Entwicklung und deren Industrialisierung
- 2009: Larry Constantine – Entwurf von Qualitätskonzepten im strukturierten Design
- 2010: Watts Humphrey – Autorität im Bereich Softwareprozessverbesserung – und Peter Aiken
- 2011: Jared Spool und Barry Boehm – Erfinder der COCOMO-Softwarekostenberechnung
- 2012: Philip Newcomb – verlässliches Reengineering systemkritischer und hochsensibler Daten
- 2013: Jean-Luc Hainaut – grundlegende Beiträge zu Theorie und Anwendung von Datenmodellierung, Design von Datenbanken, Reverse Engineering von Daten und datenzentrierter Systementwicklung